# Miervaldis Adamsons
Miervaldis Adamsons (26 de junho de 1910 - 23 de agosto de 1946) foi um oficial letoniano que serviu na Waffen-SS durante a Segunda Guerra Mundial. Foi condecorado com a Cruz de Cavaleiro da Cruz de Ferro.

## Carreira

### Patentes
| Unteroffizier            | 1931 |
| Legions-Untersturmführer | 1944 |
| Waffen-Hauptsturmführer  | 1944 |

### Condecorações
| Cruz de Ferro (1939) 2ª Classe        | 26 de março de 1943    |
| Cruz de Ferro (1939) 1ª Classe        | 21 de setembro de 1943 |
| Distintivo de Combate em Bronze       | 25 de agosto de 1944   |
| Distintivo da infantaria de assalto   | 14 de outubro de 1944) |
| Distintivo de feridos (1939) em Preto | 15 de setembro de 1943 |
| Distintivo de feridos (1939) em Prata | 12 de abril de 1944    |
| Distintivo de feridos (1939) em Ouro  | 1 de setembro de 1944  |
| Cruz de Cavaleiro da Cruz de Ferro    | 25 de janeiro de 1945  |